# Finanzministerium (Namibia)
Das Ministerium für Finanzen (MOF; englisch Ministry of Finance),Public Enterprises bis März 2025 Ministerium für Finanzen und Staatsunternehmen (englisch Ministry of Finance & Public Enterprises), davor bis Ende 2022 ebenfalls schon Ministerium für Finanzen (MOF; Ministry of Finance) ist das Ministerium für Finanzen, dem auch die die Verwaltung von sozialen Zuwendungen seit 2025 untersteht.
Minister ist seit dem 22. März 2020 Erica Shafudah. Zuvor hatte das Amt seit 2020 der ehemalige Gouverneur der Bank of Namibia, Iipumbu Shiimi inne. Seine Vizeministerin war Maureen Hinda-Mbuende. Das Finanzministerium wurde zwischen 2015 und 2020 vom Deutschnamibier Calle Schlettwein geleitet. Vizeminister war zu der Zeit Natangwe Ithete.
Das Ministerium gliedert sich in elf Direktorate.